# 姑苏区
姑苏区是中国江苏省苏州市所辖的一个市辖区，位于苏州市古城区，是中国首个国家历史文化名城保护区。区域总面积为83.4平方公里，區人民政府駐蘇錦街道平川路510號。

## 历史
2012年，国务院国函[2012]102号文件批复同意撤销苏州市沧浪区、平江区、金阊区，设立苏州市姑苏区，以原沧浪区、平江区、金阊区的行政区域为姑苏区的行政区域。姑苏区人民政府驻苏锦街道平川路510号（原平江区人民政府所在地）。10月26日，姑苏区正式成立。

## 人口
2020年，第七次全国人口普查姑苏区常住人口为924083人，男性人口占比49.43%，女性人口占比50.57%，年龄结构中0-14岁占比12.27%，15-59岁占比62.56%，60岁以上占比25.17%，65岁以上占比18.39%。
2021年常住人口95.8万。（均不含苏州工业园区）

## 政治

### 现任领导
| 机构     | · 中国共产党 · 姑苏区委员会 · 书记 | 姑苏区人民代表大会 常务委员会 主任 | 姑苏区人民政府 区长 | · 中国人民政治协商会议 · 姑苏区委员会 · 主席 |
| -------- | ---------------------------------- | ---------------------------------- | ------------------- | -------------------------------------------- |
| 姓名     | 方文浜                             | 郦小萍                             | 陈羔                | 蔡炳锋                                       |
| 民族     | 汉族                               | 汉族                               | 汉族                | 汉族                                         |
| 籍贯     | 江苏苏州                           | 江苏丹阳                           | 江苏苏州            | 江苏海门                                     |
| 出生日期 | 1969年11月                         | 1967年5月                          | 1975年1月           | 1968年6月                                    |
| 就任日期 | 2021年9月28日                      | 2022年1月10日                      | 2023年1月5日        | 2022年1月9日                                 |

### 行政区划
下辖8个街道办事处：
沧浪街道、吴门桥街道、双塔街道、平江街道、苏锦街道、金阊街道、白洋湾街道和虎丘街道。

## 交通

### 干线道路
- 京沪高速
- 沪蓉高速

### 铁路
- 京沪铁路
- 沪宁城际铁路

### 地铁
- █ 1号线
- █ 2号线
- █ 4号线
- █ 5号线
- █ 6号线

## 教育

### 本科高校
- 苏州大学
- 南京医科大学姑苏学院

### 专科院校
- 苏州农业职业技术学院
- 苏州卫生职业技术学院

## 经济
2021年，实现地区生产总值886.7亿元，同比增长6%；一般公共预算收入67.5亿元，同比增长5.7%，全社会固定资产投资247.5亿元，同比增长4.5%；社会消费品零售总额978.9亿元，同比增长18.1%。

## 公共事业

### 文化资源
姑苏区境内拥有苏州图书馆。
沧浪亭、狮子林等8处古典园林和大运河5条故道、5个核心点段被列入世界文化遗产名录，现有各级文保单位184处，中华“老字号”17家，非物质文化遗产代表性项目80项。姑苏区名列“中国文化建设百佳县市”榜单首位。

### 医疗
境内拥有三级甲等医院：苏州市立医院，苏州市中医医院，苏州大学附属第一医院，苏州大学附属第二医院.
2015年，姑苏区人均期望寿命达83.97岁，高于全球期望寿命最高的国家日本（83.5岁），与香港特别行政区（84.0岁）相当。

### 商业
高速发展的经济让苏州拥有各类世界最优的百货购物中心。目前已知的核心商业包括苏州中心、美罗百货观前店、狮山龙湖、比斯特奥莱、久光百货、仁恒仓街等等。其中苏州商业旗舰——美罗百货观前店最为人津津乐道；其品牌阵容不仅仅辐射江苏全境，就连上海和浙江北部的高净值人群也纷至沓来，络绎不绝。
除了这些已经成熟运营的百货购物中心以外，苏州当局新建元圆融已联合怡和洋行旗下香港置地，共同在园区布局全球顶级购物中心——苏州中环广场。预计2026年苏州港置中环开业之际，商场内不仅将聚集Hermes、Chanel、Dior、LV、Gucci、Prada等顶级奢侈品独栋，还会聚集各类一线奢侈品牌和各国高端餐饮。届时苏州商业将凭港置中环辐射全球。

## 旅游
姑苏区位于苏州古城区，名胜古迹众多。其中世界文化遗产项目——苏州古典园林中的九座园林，有八座位于姑苏区。
全国重点文物保护单位24处：太平天国忠王府、云岩寺塔、拙政园、留园、苏州文庙及石刻、玄妙观三清殿、网师园、环秀山庄、瑞光塔、罗汉院双塔及正殿遗址、耦园、沧浪亭、报恩寺塔、盘门、狮子林、艺圃、全晋会馆、俞樾旧居、甲辰巷砖塔、开元寺无梁殿、苏州织造署遗址、卫道观前潘宅、东吴大学旧址、天香小筑。

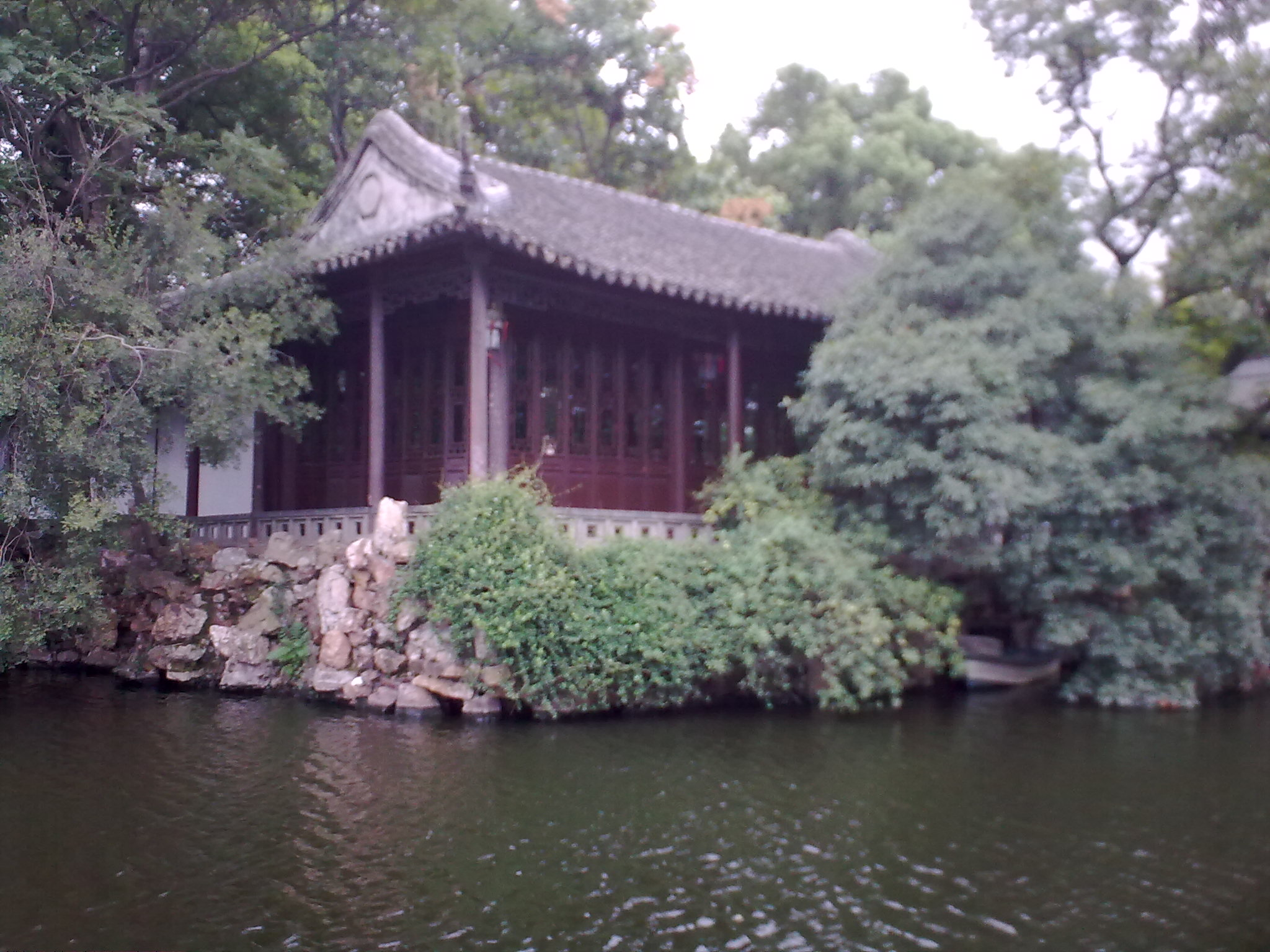
沧浪亭
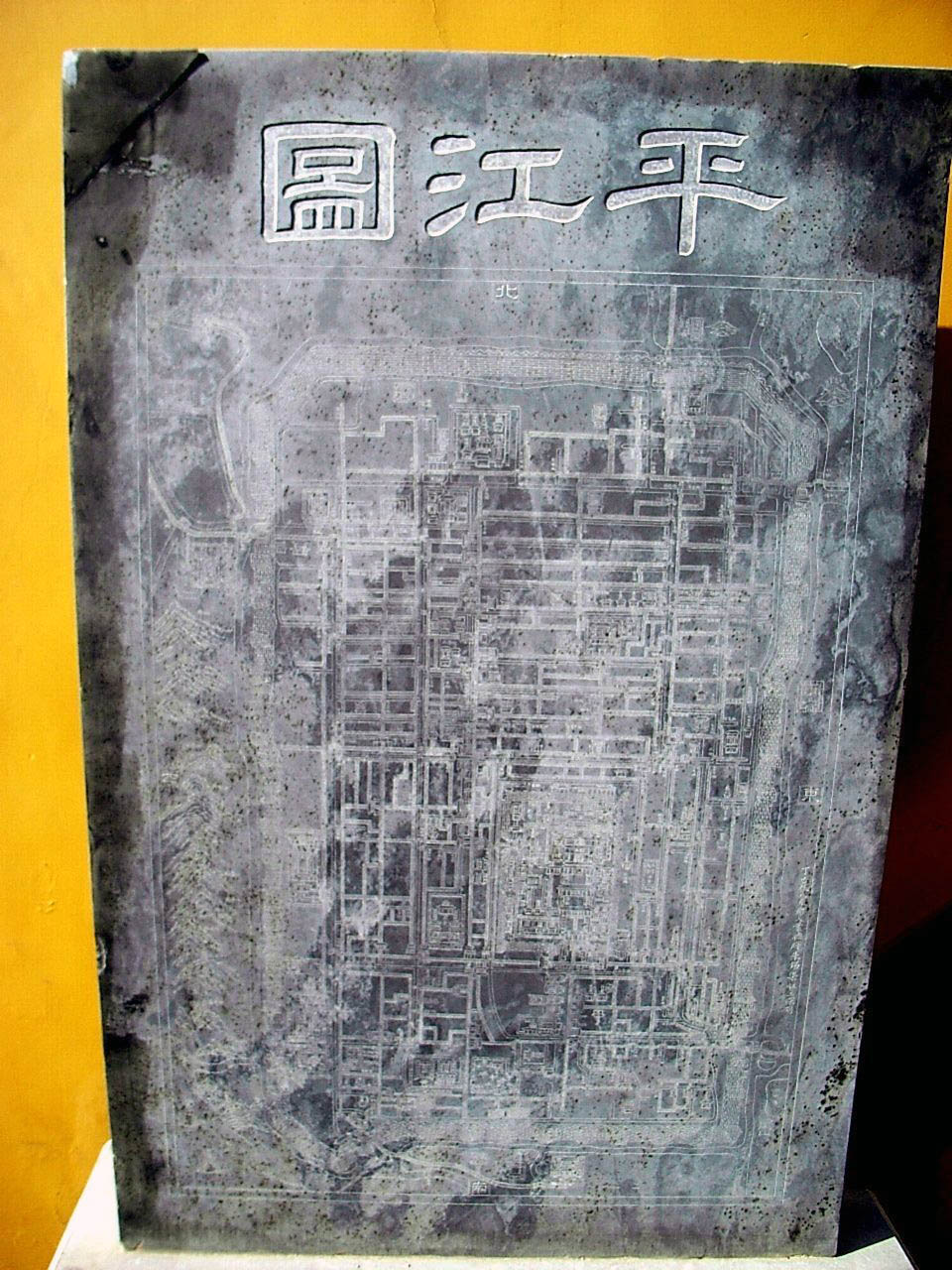
平江图

## 姊妹市
- 美国加州洛杉磯郡圣玛利诺
- 馬爾他圣卢西亚